# Voivres-lès-le-Mans

Voivres-lès-le-Mans este o comună în departamentul Sarthe, Franța. În 2009 avea o populație de 1,234 de locuitori.